# 吉林北站
吉林北站位于中国吉林省吉林市龙潭区郑州路，为吉舒铁路的中间站。车站为沈阳铁路局吉林车务段管辖的二等站，主要办理吉林市整车货物到发业务及电厂专用线、燃料专用线、建材专用线等13条专用线二十几家企业的整车到发业务。

## 车站结构
车站设有到发线7条、调车线3条、段管线2条、牵出线1条、安全线1条；吉林北物流基地占地面积5.4万平方米，设有货物线3条、站台2座。车站设有13条专用线，并接轨吉林热电厂、吉化公司两家专用铁路。

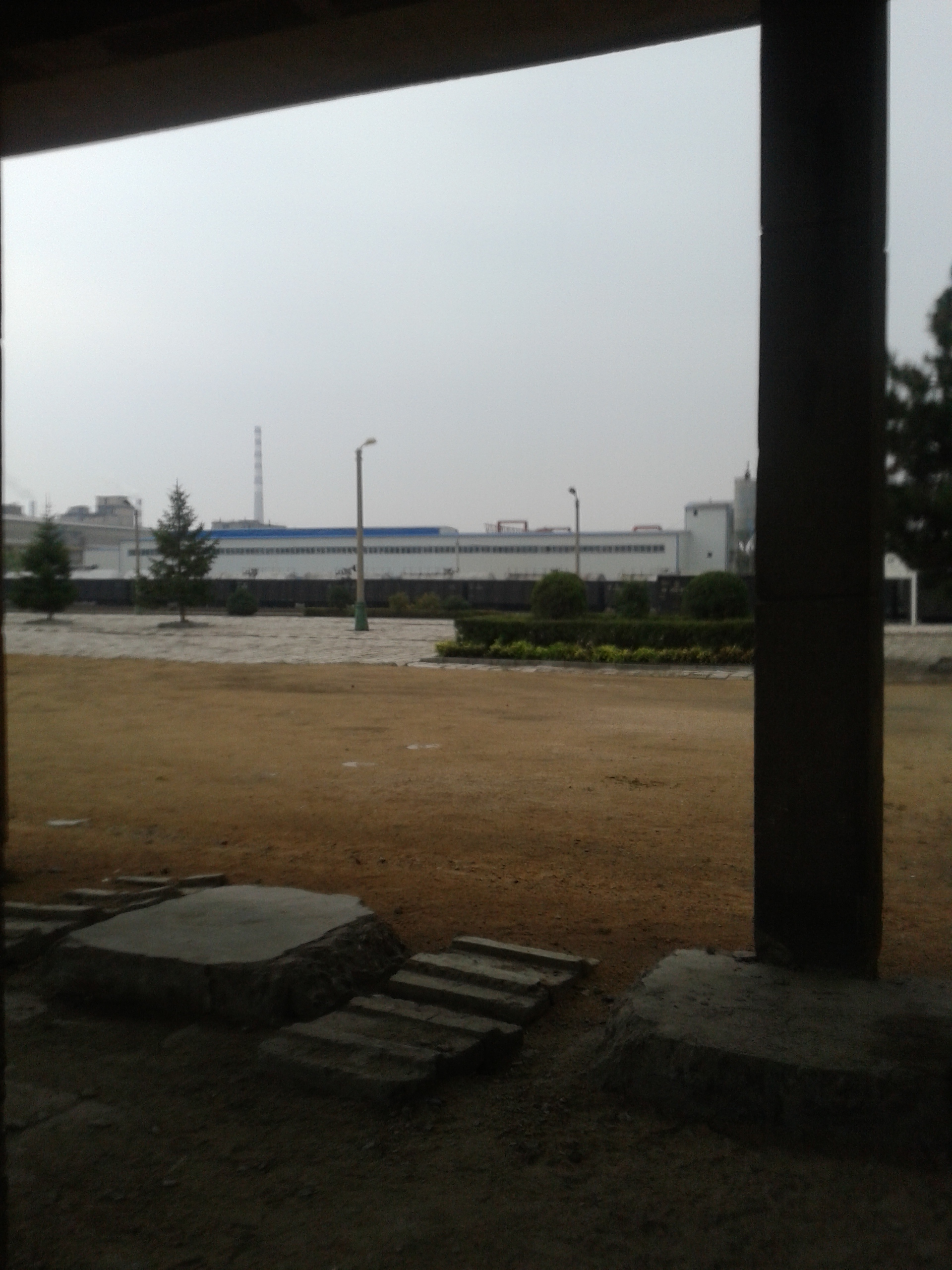
吉林北站站前
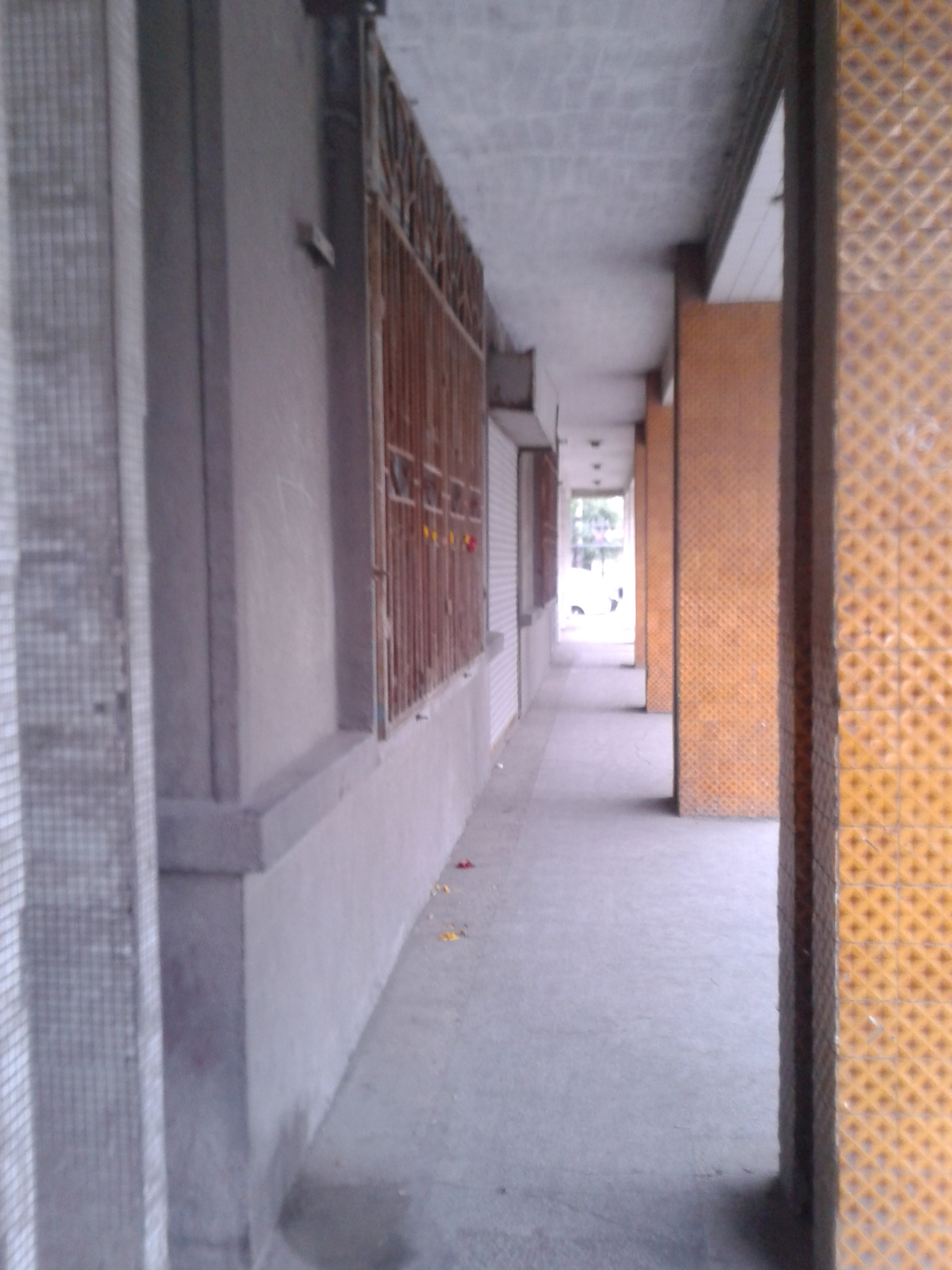
吉林北站门廊
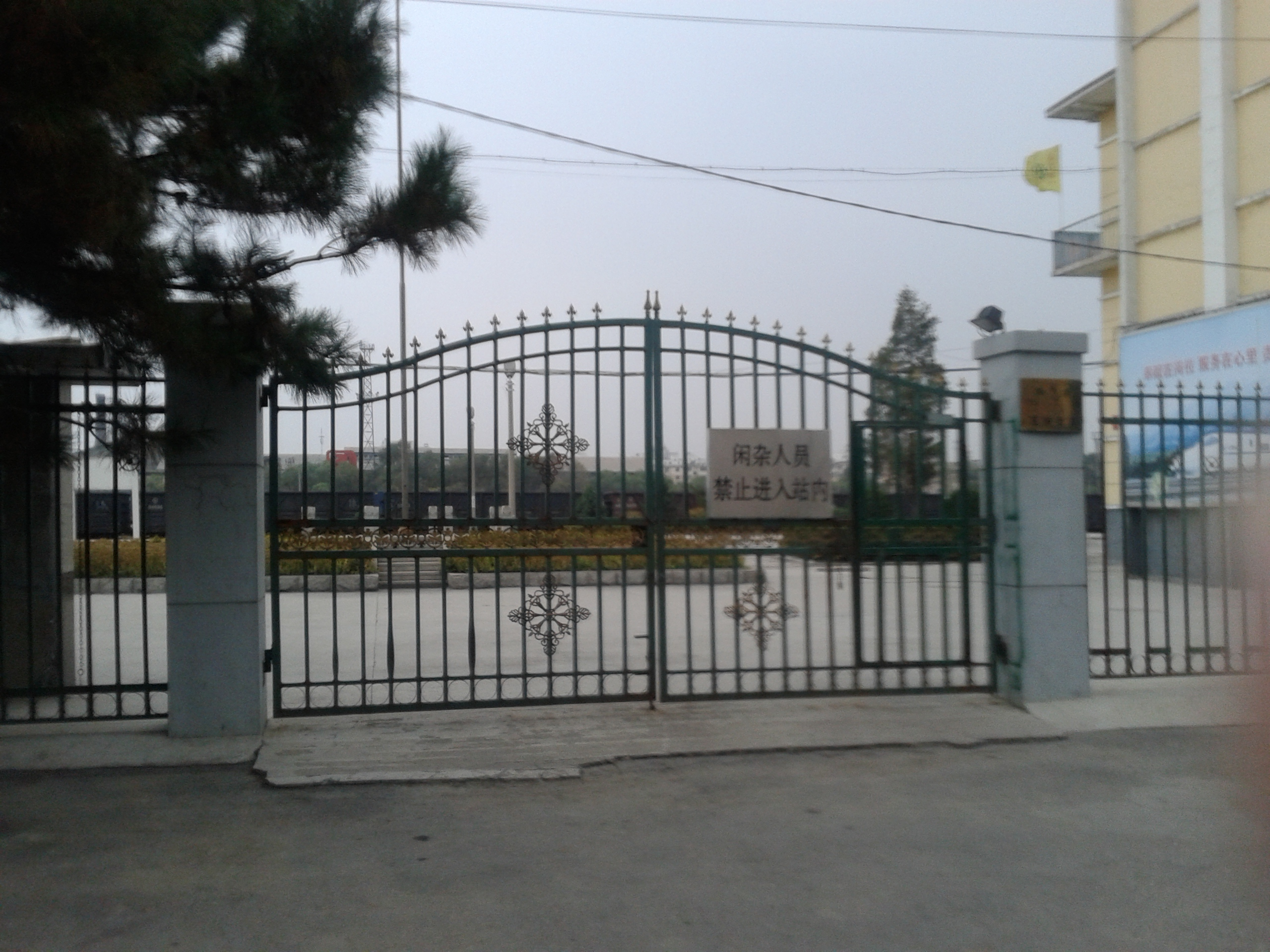
吉林北站工作入口
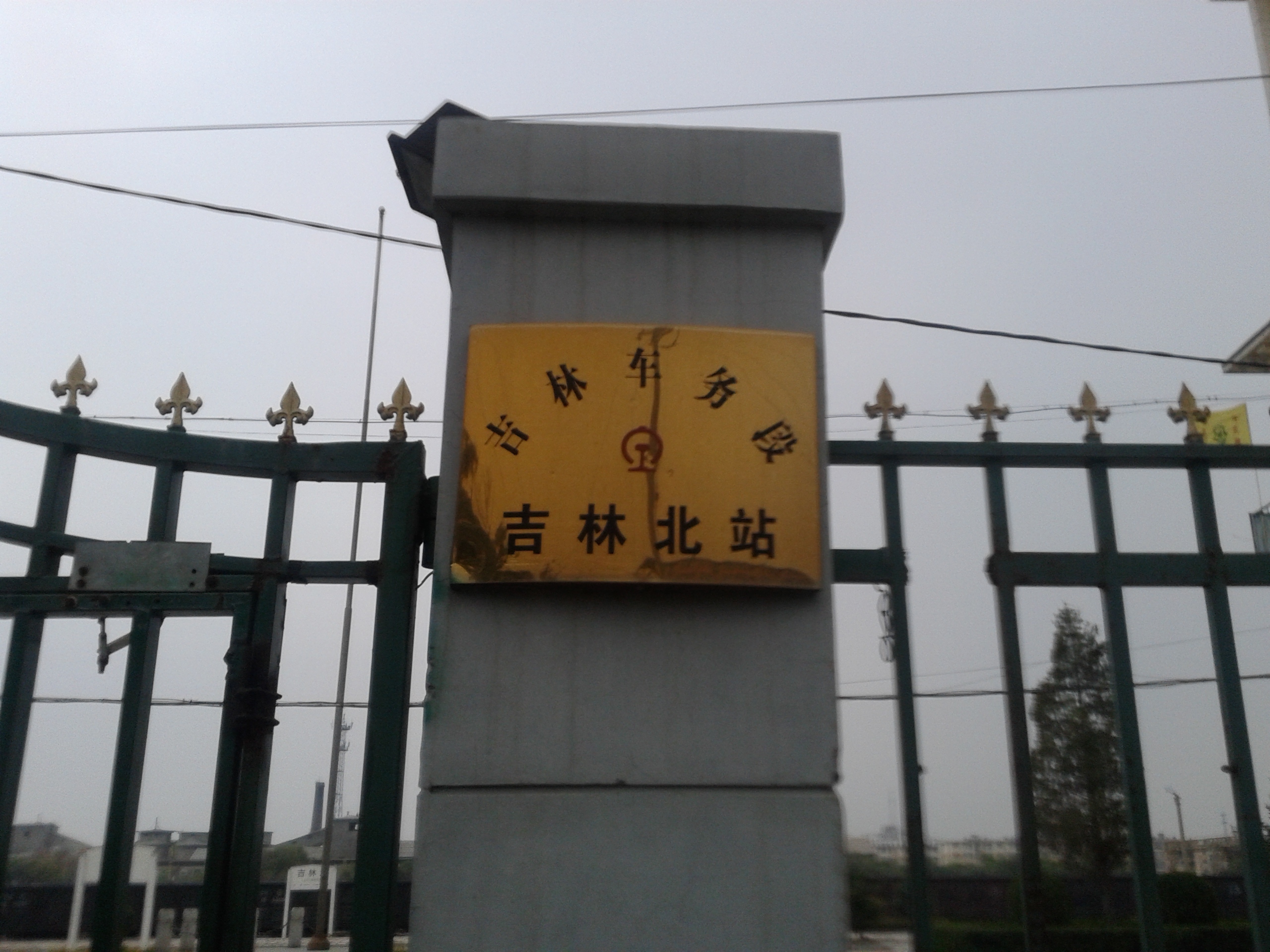
吉林北站标牌